# Alexander Haig
Alexander Meigs (Al) Haig jr. (Philadelphia (Pennsylvania), 2 december 1924 – Baltimore (Maryland), 20 februari 2010) was een Amerikaans militair en politicus van de Republikeinse Partij. Hij diende als minister van Buitenlandse Zaken onder president Ronald Reagan van 1981 tot 1982. Eerder was hij stafchef van het Witte Huis onder presidenten Richard Nixon en Gerald Ford van 1973 tot 1974. Als militair was hij een vier-sterren-generaal in het Amerikaanse leger en diende als opperbevelhebber van de NAVO van 1974 tot 1979.

## Vroege carrière
Haig genoot zijn hoger onderwijs onder meer aan de Amerikaanse militaire academie te West Point. Daarnaast studeerde hij bedrijfskunde aan de Columbia School of Business en Georgetown University. Als jong officier maakte hij deel uit van de generale staf van generaal Douglas MacArthur in Japan.

## Korea
In het begin van de Koreaanse Oorlog (1950-1954) was Haig verantwoordelijk voor het bijhouden van MacArthurs overzichtskaart en moest hij de generaal elke avond inlichten over wat er die dag op het slagveld was gebeurd. Later nam Haig zelf deel aan de gevechten, als lid van het Tiende Corps, dat geleid werd door MacArthurs chef-staf, generaal Edward Almond. Haig nam deel aan zeven operaties, waaronder de Slag van Inchon, de Slag bij het Chosin Reservoir en de evacuatie van Hungnam. Hij werd meerdere keren gedecoreerd. In de jaren na de Koreaanse Oorlog bekleedde hij diverse functies in het Amerikaanse leger.

## Vietnam
In 1966 kreeg hij de leiding over een bataljon in Vietnam. In maart 1967 werd hij met zijn helikopter neergehaald. Vanwege zijn optreden in de daaropvolgende bloedige gevechten werd hij gedecoreerd met de op een na hoogste Amerikaanse militaire onderscheiding: de Distinguished Service Cross.

## Watergate 1973-1974
Haig was stafchef van het Witte Huis tijdens de laatste periode van het presidentschap van Richard Nixon. In de periode voorafgaande aan het aftreden van Nixon door de Watergate-affaire zorgde hij ervoor dat het Witte Huis bleef functioneren. Ook overlegde hij in de laatste maanden met medewerkers van vice-president Gerald Ford over de transitie.

## 1974-1979: Opperbevelhebber Navo

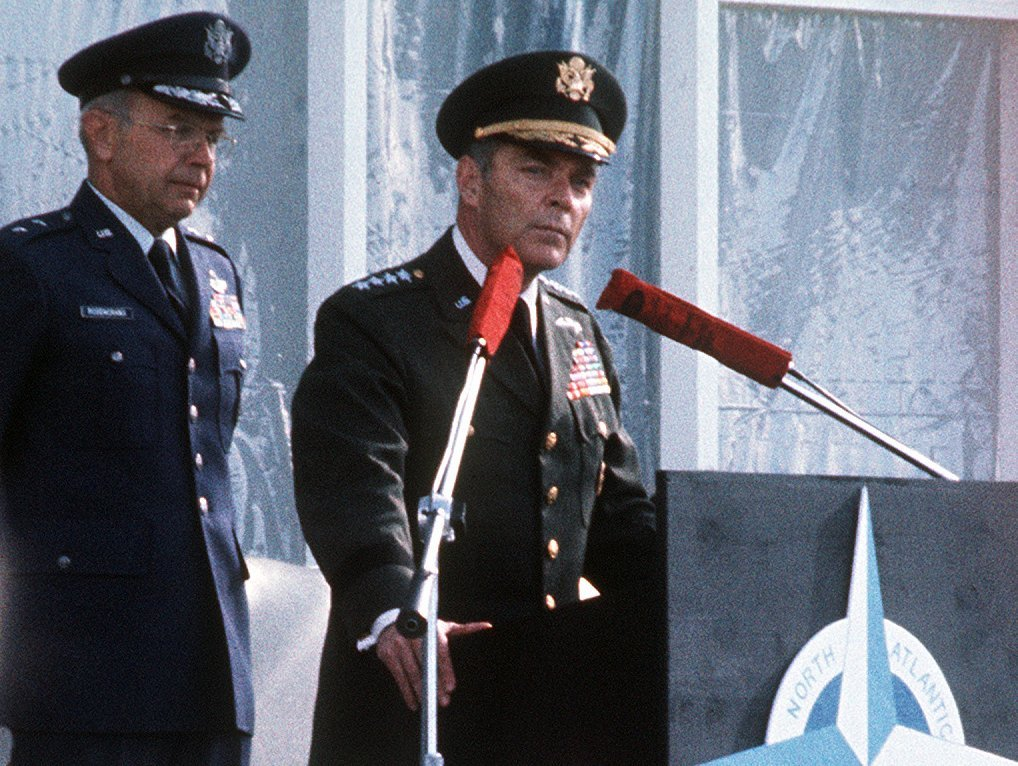
Alexander Haig als de Opperbevelhebber Strijdkrachten van de NAVO in 1977

In december 1974 werd Haig benoemd tot opperbevelhebber van de NAVO-strijdkrachten. Op 25 juni 1979 overleefde hij een aanslag toen de links-extremistische terreurgroep Rote Armee Fraktion zijn auto probeerde op te blazen met een mijn. Drie lijfwachten in een volgwagen raakten hierbij gewond.

## 1982: Falklandoorlog
Tijdens Haigs ministerschap van Buitenlandse Zaken brak tussen Argentinië en Groot-Brittannië de Falklandoorlog uit toen op 2 april 1982 de Argentijnse invasie van de Britse kolonie plaatsvond. Direct na deze invasie trachtte Haig te bemiddelen. Hij voerde intensief overleg met de Britse regering in Londen en met de Argentijnse regering in Buenos Aires, terwijl de Britse Royal Navy op weg was naar de Falklands. Haig brak op 19 april zijn bemiddelingspoging af, zonder een compromis te hebben bereikt. Haig, die tijdens zijn anderhalf jaar in functie herhaaldelijk moeite had met verschillende leden van de regering-Reagan, besloot op 25 juni 1982 ontslag te nemen en werd opgevolgd door George Shultz.

## 1988: Republikeins presidentskandidaat
In 1988 probeerde Haig tevergeefs om binnen de Republikeinse Partij de nominatie voor presidentskandidaat in de wacht te slepen. Hij profileerde zich als een criticus van George Bush sr. Toen hij zich uit de race terugtrok gaf hij zijn steun aan de presidentiële campagne van senator Bob Dole uit Kansas.
Hij overleed op 85-jarige leeftijd op 20 februari 2010.

## Decoraties
- Combat Infantryman Badge
- Presidential Service Badge
- Distinguished Service Cross
- Defense Distinguished Service Medal with Oak Leaf Cluster
- Army Distinguished Service Medal
- Silver Star with Oak Leaf Cluster
- Legion of Merit with two Oak Leaf Clusters
- Distinguished Flying Cross with two Oak Leaf Clusters
- Bronze Star with "V" device and two Oak Leaf Clusters
- Purple Heart
- Air Medal with award numeral 24
- Army Commendation Medal
- American Campaign Medal
- World War II Victory Medal
- Army of Occupation Medal
- National Defense Service Medal with Service Star
- Korean Service Medal with four Service Stars
- Vietnam Service Medal with two Service Stars
- National Order of Vietnam
- Vietnam Gallantry Cross with Palm
- United Nations Service Medal
- Republic of Vietnam Campaign Medal
- Grand Cross of the Order of Merit of the Federal Republic of Germany

Jefferson ·
Randolph ·
Pickering ·
Marshall ·
Madison ·
Smith ·
Monroe ·
Adams ·
Clay ·
Van Buren ·
Livingston ·
McLane ·
Forsyth ·
Webster ·
Upshur ·
Calhoun ·
Buchanan ·
Clayton ·
Webster ·
Everett ·
Marcy ·
Cass ·
Black ·
Seward ·
Washburne ·
Fish ·
Evarts ·
Blaine ·
Frelinghuysen ·
Bayard ·
Blaine ·
Foster ·
Gresham ·
Olney ·
Sherman ·
Day ·
Hay ·
Root ·
Bacon ·
Knox ·
Bryan ·
Lansing ·
Colby ·
Hughes ·
Kellogg ·
Stimson ·
Hull ·
Stettinius ·
Byrnes ·
Marshall ·
Acheson ·
Dulles ·
Herter ·
Rusk ·
Rogers ·
Kissinger ·
Vance ·
Muskie ·
Haig ·
Shultz ·
Baker ·
Eagleburger ·
Christopher ·
Albright ·
Powell ·
Rice ·
Clinton ·
Kerry ·
Tillerson ·
Pompeo ·
Blinken ·
Rubio
John Steelman · Sherman Adams · Wilton Persons · Kenneth O'Donnell · Marvin Watson · Jim Jones · Bob Haldeman · Alexander Haig · Donald Rumsfeld · Dick Cheney · Hamilton Jordan · Jack Watson · James Baker · Donald Regan · Howard Baker · Kenneth Duberstein · John Sununu I · Samuel Skinner · James Baker · Mack McLarty · Leon Panetta · Erskine Bowles · John Podesta · Andrew Card · Joshua Bolten · Rahm Emanuel · Pete Rouse · Bill Daley · Jack Lew · Denis McDonough · Reince Priebus · John Francis Kelly · Mick Mulvaney · Mark Meadows · Ron Klain · Jeff Zients
- Bibsys: 90222462
- Bibliothèque nationale de France: cb12664334t (data)
- CiNii: DA00162137
- Gemeinsame Normdatei: 118719912
- International Standard Name Identifier: 0000 0000 8357 4464
- Library of Congress Control Number: n81017000
- National Archives and Records Administration: 10569246
- Bibliotheek van het Japanse parlement: 00442159
- Nationale Bibliotheek van Tsjechië: jn20000700659
- Nationale Bibliotheek van Israël: 987007272438105171
- Nationale Bibliotheek van Polen: a0000001177600
- Nederlandse Thesaurus van Auteursnamen: 102060029
- SNAC: w6z03j1q
- Système universitaire de documentation: 077243722
- Trove: 1299693
- Virtual International Authority File: 12428572
- WorldCat: E39PBJx4mqXt6Xxf79WrqpxhpP